# Erjavčeva koča na Vršiču
Erjavčeva koča na Vršiču (1525 m) je planinska postojanka, ki stoji na manjši vzpetini ob cesti na Vršič malo pod vrhom prelaza na gorenjski strani. Imenovana je po slovenskem naravoslovcu in pisatelju Franu Erjavcu. Prva koča, zgrajena 14. julija 1901 s strani Nemško-avstrijskega planinskega društva kot Vosshütte, je bila po prvi svetovni vojni preimenovana v današnje ime, povečana in odprta 30. julija 1922. Sedanja koča je bila zgrajena in odprta 1. avgusta 1993. Upravlja jo PD Jesenice.

## Zgodovina
Kočo so leta 1901 postavili člani Kranjske sekcije nemško-avstrijskega planinskega društva Alpenverein (DÖVA) in jo poimenovali Vosshütte, po botaniku Wilhelmu Vossu. Med prvo svetovno vojno so kočo uporabljali graditelji vršiške ceste. Po vojni, leta 1919 pa je kočo prevzelo Slovensko planinsko društvo, jo popravilo in povečalo ter ponovno odprlo leta 1922. Preimenovali so jo po slovenskem naravoslovcu in pripovedniku Franu Erjavcu (1834-1887).
Leta 1949 je bila napeljana elektrika, leta 1951 pa še telefon. Leta 1993 staro in leseno dotrajano kočo nadomesti nova, sodobnejša postojanka. Koča je oskrbovana in odprta čez vse leto. Danes je v restavraciji 100 sedežev, točilni pult, na skupnem ležišču 30 ležišč, v 10 sobah pa 33 postelj. Koča ima WC, umivalnice in prhe s toplo in mrzlo vodo, centralno ogrevanje, elektriko, telefon, internet, televizijo.

## Dostopi
- 11 km po cesti iz Kranjske gore
- 3.30 h: od Doma v Tamarju (1108 m), čez Sleme
- 1 h: od Koče na Gozdu
- 3 h iz Kranjske Gore pešpot po cesti in po bližnjicah
- 3,5 h Iz Trente pešpot po cesti in po bližnjicah
- Iz Trente je možen dostop po cesti z osebnimi vozili. V času poletne sezone iz obeh smeri vozi avtobus.

## Prehodi
- 0.30 h: do Poštarskega doma na Vršiču
- 0.15 h: do Tičarjevega doma na Vršiču

## Vzponi na vrhove
- grebensko prečenje Male (2332 m, 2.30 h) in Velike Mojstrovke (2366 m, 3 h) ter Travnika (2379 m, 4.30 h)
- 4.30 h: Prisojnik (2547 m), po Kopiščarjevi poti
- 1.30 h: Slemenova špica (1911 m)